# Norbert & die Feiglinge
Norbert & die Feiglinge war von 1988 bis 1999 eine deutsche Popband aus Hamburg.

## Werdegang
Die Inhalte ihrer Lieder reichten von Parodien auf die Gesellschaft und spezielle Gruppen über schwarzen Humor bis hin zu kritischen Texten über einzelne Personengruppen, wobei zum Teil auch eher alberne Passagen das Liedgut dieser Band ausmachen. Ein weiteres Merkmal war ein Gegenwartsbezug vieler Lieder, der inhaltlich schon kurze Zeit später überholt war (Mitleid mit Berti Vogts, Bum Bum Boris mit der Melodie von Caravan of Love von The Housemartins, Uwe Barschel lebt mit der Melodie von California Dreamin’ von The Mamas and the Papas und Verdammt Hans-Dietrich mit der Melodie von Verdammt, ich lieb’ Dich von Matthias Reim).
Oftmals wurden bekannte Melodien mit neuen deutschsprachigen Texten versehen, beispielsweise Lady in Black von Uriah Heep als Marzipan, Joe Dassins Les Champs Elysee als Schönheitschirurgie oder ABBAs Dancing Queen als Zwiebelmett.
Zu ihren bekanntesten Liedern zählen Bayern hat verloren sowie Manta, welches das Klischee um Liebhaber des Opel Manta bediente, aus dem zahlreiche Mantawitze und zwei Kinofilme entstanden sind.
Mitglieder der Band waren u. a. Norbert Bohnsack (Gesang, 1988–1999) und die „Feiglinge“: Peter Bohl (Gesang, Kontrabass, 1988–1993), Frederik Timm (Gesang, Saxophon, Gitarre, Percussions, 1988–1999), „Hummi“ Dirk Hachmann (Gesang, Trompete, 1989–1995), Ede Schönleber (Gesang, 1995) und Sebastian Jensen (Kontrabass, 1995–1999).
Frederik Timm ist inzwischen Solokünstler und Mitglied der Monsters of Liedermaching. Norbert Bohnsack gehört der Celler Schule an. Für das im Februar 2015 veröffentlichte Das SuperBob Album von SpongeBob Schwammkopf schrieb er die deutschsprachigen Songtexte.

## Diskografie

### Alben
- 1990 Norbert & die Feiglinge, Glamour Records
- 1993 Neue deutsche Felle, Glamour Records
- 1997 Live
- 1998 Herzblatt

### Singles
- 1989 Manta (Titelsong von Manta – Der Film)[5]
- 1990 Schönheits-Chirurgie
- 1991 Manta ’91
- 1992 Marzipan
- 1992 Wir können gar nicht singen – wir sehen nur gut aus (inkl. Es gibt keine Mannis mehr)
- 1993 Verdammt, Hans-Dietrich
- 1994 Essen & Trinken (Wir sind bei Aldi, Zwiebelmett, Kaffee und Ich mag mich)
- 1995 Frauen (Carola, Andrea, Mies und Carola/live)
- 1995 Fußball (Bayern hat verloren, Trotzdem HSV, Frauenfußball und Mitleid mit Berti Vogts)
- 1996 Rente (Ich werd' dreißig, Meine Haare, Lass die Alten ran! und Wir sind alt)
- 1996 Live (5-Track-Bonus-CD für Sammler der 4 vorangegangenen Singles)
- 1996 Heilige Nacht (Wozu (Der Weihnachtsmann), Heilige Nacht, Unser Fest, Ich will raus)
- 1998 Herzblatt (Herzblatt-Hubschrauber, Hausmeister, Cybersex, Spaßbremsenfete bei Jörg)
- 1998 Todesanzeigen (die allerlängste Single der Welt; 1 Track, 79:09)

## Auszeichnungen
RSH-Gold
- 1991: in der Kategorie „Newcomer Regional“